# Уайлд, Габриэлла
Габриэ́лла Уа́йлд (англ. Gabriella Wilde), урождённая Габриэлла За́нна Ване́сса Анстру́тер-Гаф-Калто́рп (англ. Gabriella Zanna Vanessa Anstruther-Gough-Calthorpe; род. 8 апреля 1989, Бейсингсток, Гэмпшир), также известная как Габриэлла Калторп (англ. Gabriella Calthorpe) — британская актриса и модель.

## Биография
Родилась в Бейзингстоке, Гэмпшир, Англия. Является членом аристократической семьи Гаф-Калторп. Её отцом является бизнесмен Джон Анструтер-Гаф-Калторп, внук баронета Фицроя Анструтер-Гаф-Калторп. Её мать — Ванесса Мари Треза Хаббард, бывшая жена сэра Дая Ллевеллина, 4-го баронета. Ванесса была моделью и работала с Дэвидом Бэйли и Джоном Своннеллом. Благодаря деду по материнской линии Уайлд является потомком Монтегю Берти, 6-го графа Эбингтона, достопочтенного Томаса Гейджа, генерала, и Стефануса Ван Кортландта, первого мэра Нью-Йорка, родившегося не в Англии. Родителями её бабушки по материнской линии были пэры Бернард Фицалан-Говард, 3-й барон Говард-оф-Глоссоп и Мона Фицалан-Говард, 11-я баронесса Бомон.
У Уайлд есть младшая сестра Октавия, а также пять единокровных братьев и сестёр: Оливия и Арабелла от первого брака её матери, и Джорджиана, Изабелла и Якоби от первого брака её отца с леди Мэри-Джай Керзон. Кроме того у неё есть неофициальные сводные сёстры Пандора Купер-Кей и Крессида Бонас — другие дочери леди Мэри-Джай Керзон. Изабелла и Оливия также актрисы.
Училась в школе Хитфилд в Аскоте и в школе Санкт-Свитун в Винчестере до того как уехала, чтобы продолжить модельную карьеру. Занималась контрабандой водки в Хитфилде, в результате чего была переведена в Санкт-Свитун. Позже изучала изящные искусства в Гильдии лондонского художественного училища, однако бросила учёбу, чтобы стать актрисой.

## Личная жизнь
13 сентября 2014 года в Италии вышла замуж за музыканта Алана Пауналла. У супругов трое сыновей — Саша Блю (род. февраль 2014), Шайло Сильва (род. апрель 2016) и Скай (род. октябрь 2019).

## Фильмография
| Год       |     | Русское название                           | Оригинальное название                        | Роль               |
| --------- | --- | ------------------------------------------ | -------------------------------------------- | ------------------ |
| 2009      | ф   | Одноклассницы 2: Легенда о золоте Фриттона | St Trinian’s 2: The Legend of Fritton’s Gold | Сэффи              |
| 2010      | с   | Доктор Кто: Вампиры Венеции                | Doctor Who: The Vampires of Venice           | девушка-вампир     |
| 2011      | ф   | Мушкётеры                                  | The Three Musketeers                         | Констанция Бонасье |
| 2012      | кор | Маэстро                                    | Il Maestro                                   | виолончелистка     |
| 2012      | тф  | Тёмный конь                                | Dark Horse                                   | Уинтер-Ли Кардиган |
| 2013      | ф   | Телекинез                                  | Carrie                                       | Сью Снелл          |
| 2014      | ф   | Анатомия любви                             | Endless Love                                 | Джейд Баттерфилд   |
| 2014      | в   | Поселенцы                                  | Squatters                                    | Келли              |
| 2016—2019 | с   | Полдарк                                    | Poldark                                      | Кэролайн Пенвенен  |
| 2020      | в   | Чудо-женщина: 1984                         | Wonder Woman 1984                            | Ракель             |